# Gatsten

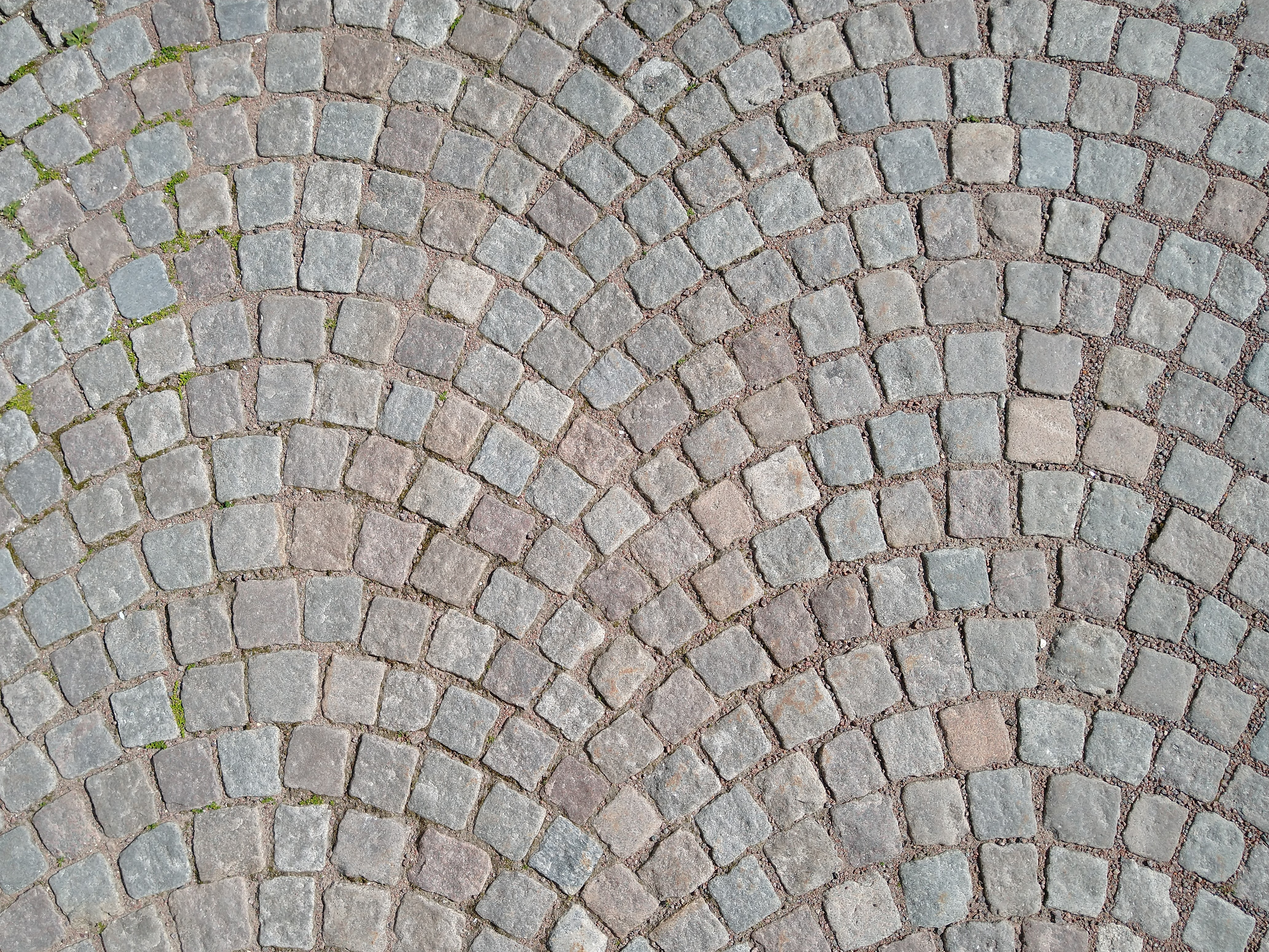
Gatsten sätts ofta i bågform.

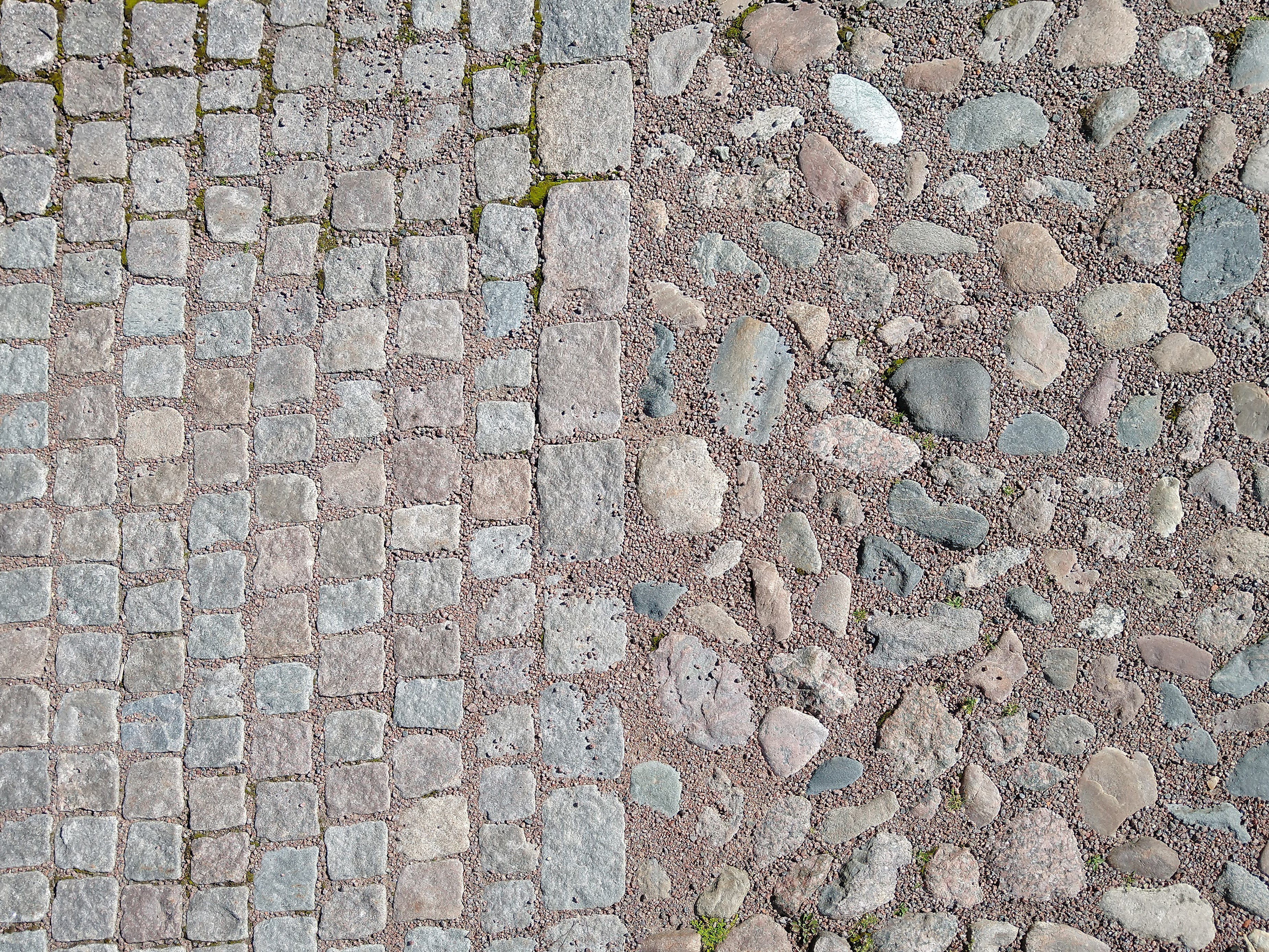
Gatsten (huggen, fyrkantig sten) till vänster,
jämförs här med kullersten (rundad natursten) till höger.

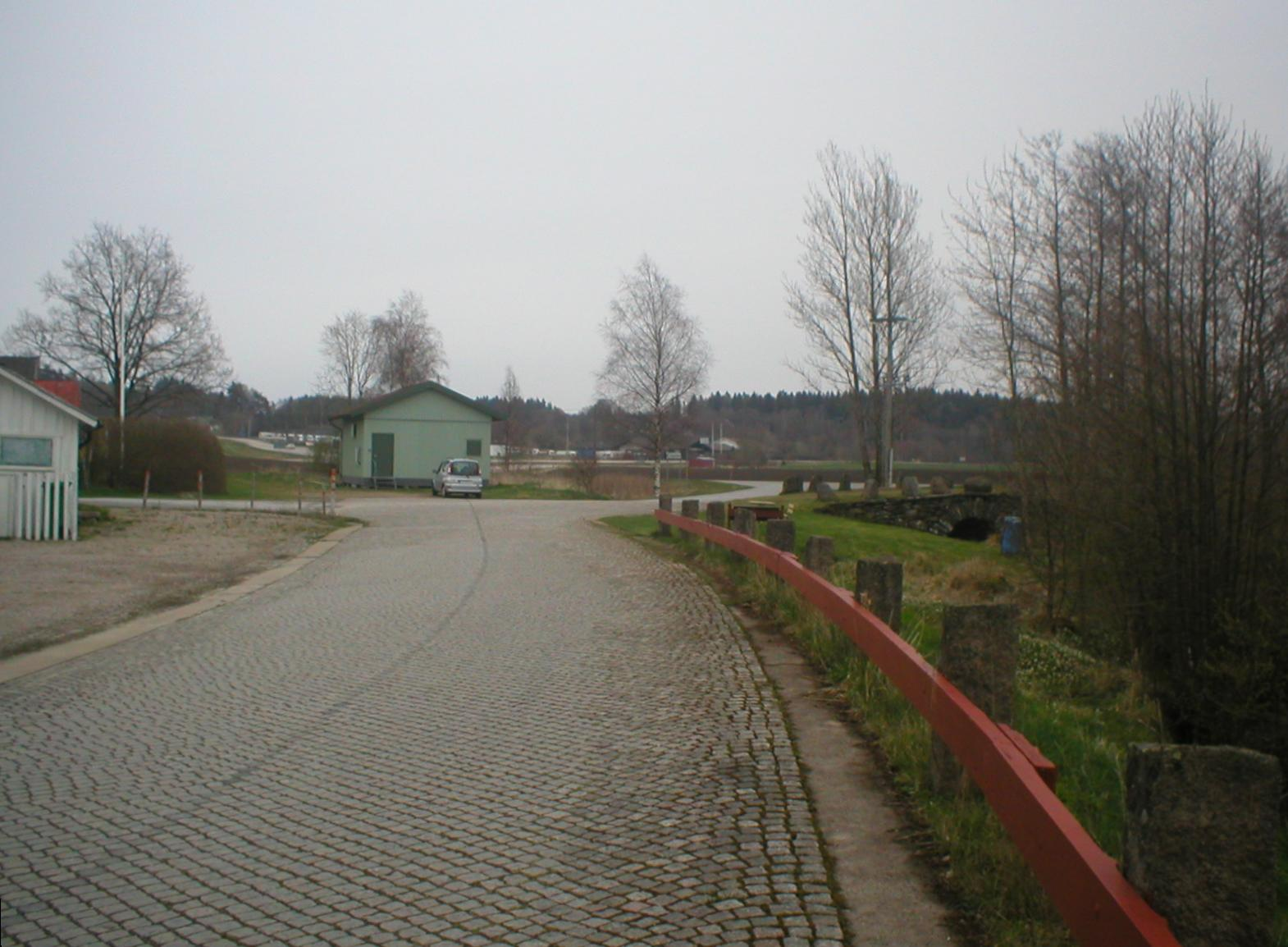
Byggnadsminnet Vägavsnitt vid Åsen på Gamla Rikstvåan i Bohuslän, med stensättning från 1934–1935

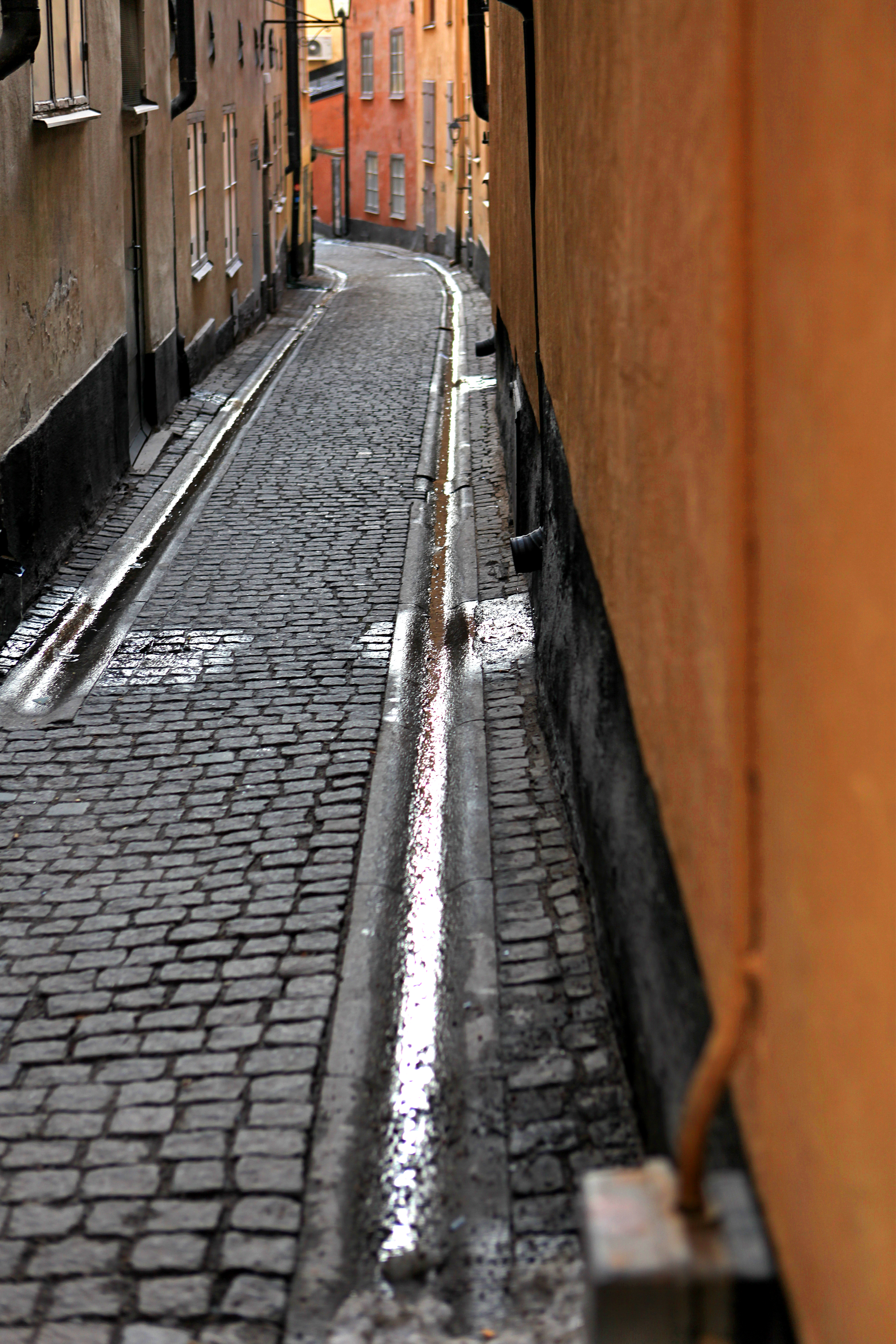
Gatstensgränd i Gamla Stan, Stockholm 2009

Gatsten är stenar som avsiktligt anordnats, eller avses att anordnas, till varandra för att bilda en slitstark ytbeläggning på gata eller väg. Vanligast i urbana gatumiljöer i äldre stadskvarter (områden cirka 70 år–äldre). Om stenarna är naturligt rundade bildas en kullerstensgata. För smidigare framkomlighet används kanthuggen gatsten, vilket både medger en bättre anpassning stenarna emellan och en slätare vägyta. Olika typer och storlekar av huggen gatsten har använts under olika tidsskeden, vilket bidrar till olika gators skilda tidsatmosfär.

## Gatsten i Sverige
Vid 1400-talets slut var Stockholms stads gator stenlagda med ränndalar. Under 1700-talet indelade man ibland gatan i rutmönster ej större än 3 till 4 alnar (180–240 centimeter). Rutindelningen syftade till att stabilisera gatstenen. Rutindelningen användes även dekorativt. Norrbron fick Stockholms första trottoar av huggna stenar 1809, trottoarens höjd var 35 centimeter från gatan. Klagomålen på gatorna var dock många. Överståthållaren klagade i sin ämbetsberättelse 1827–1932 på att gatorna är illa lagda med ojämn sten, saknar trottoarer och på många ställen saknas rännstenar, varför de är svåra att renhålla, obekväma för åkande och särskilt för gående personer. År 1837 kom gatuläggare från Berlin som lärde de svenska stenhuggarna bli skickligare på sitt jobb. 

I början av 1900-talet användes oftast det som kom att kallas "fältsten" (kullersten), på 1920-talet började man använda "smågatsten" (se bilden till höger). Lokalt i och kring stenbrotten i Bohuslän, som stod för en stor del av produktionen av granit till gator, vägar och hus, kallas smågatstenen för knott eller lus.
Från 1920- till 1950-talet pågick stora stenläggningsarbeten på Sveriges riksvägar. Gatsten av granit var vid den här tiden billigare och mer lättåtkomligt än asfalt, och depressionsåren ledde till att många vägar stenbelades då det sysselsatte svensk stenhuggningsindustri och stenläggare. Det var ett tungt jobb; en kvadratmeter gatsten väger drygt 200 kilogram (genomsnittsstenen är en kubikdecimeter stor och kubformad) vilka sattes ut för hand. År 1953 var exempelvis hela dåvarande Riksväg 2 belagd med gatsten. I mitten av vägen lades ett lager kol som mittlinje vilket gav vägarna ett karaktäristiskt "ormskinnsmönster". Efterkrigstidens höjda kostnader för arbetskraft, asfaltens positiva egenskaper, bland annat ansågs den betydligt regnsäkrare (inte hal som gatsten) ledde till att de gatstensbelagda landsvägarna asfalterades efter hand. I många fall lades ett lager asfalt ovanpå gatstenslagret. Antalet landsvägar som är gatstensbelagda är numera fåtaliga. Ett exempel är Kristianstadsvägen/Riksväg 9 i Simrishamn från Tobisvik i stadens utkant in till centrum.
En bevarad gatstensbelagd landsvägssträcka av Riksväg 2 från 1930-talet vid Åsen i Uddevalla kommun har bevarats som byggnadsminne. 
På senare år har flera mindre gator och platser i Sverige åter belagts med gatsten. Då lägger man ofta asfalt som underlag för gatstenen.

## Galleri

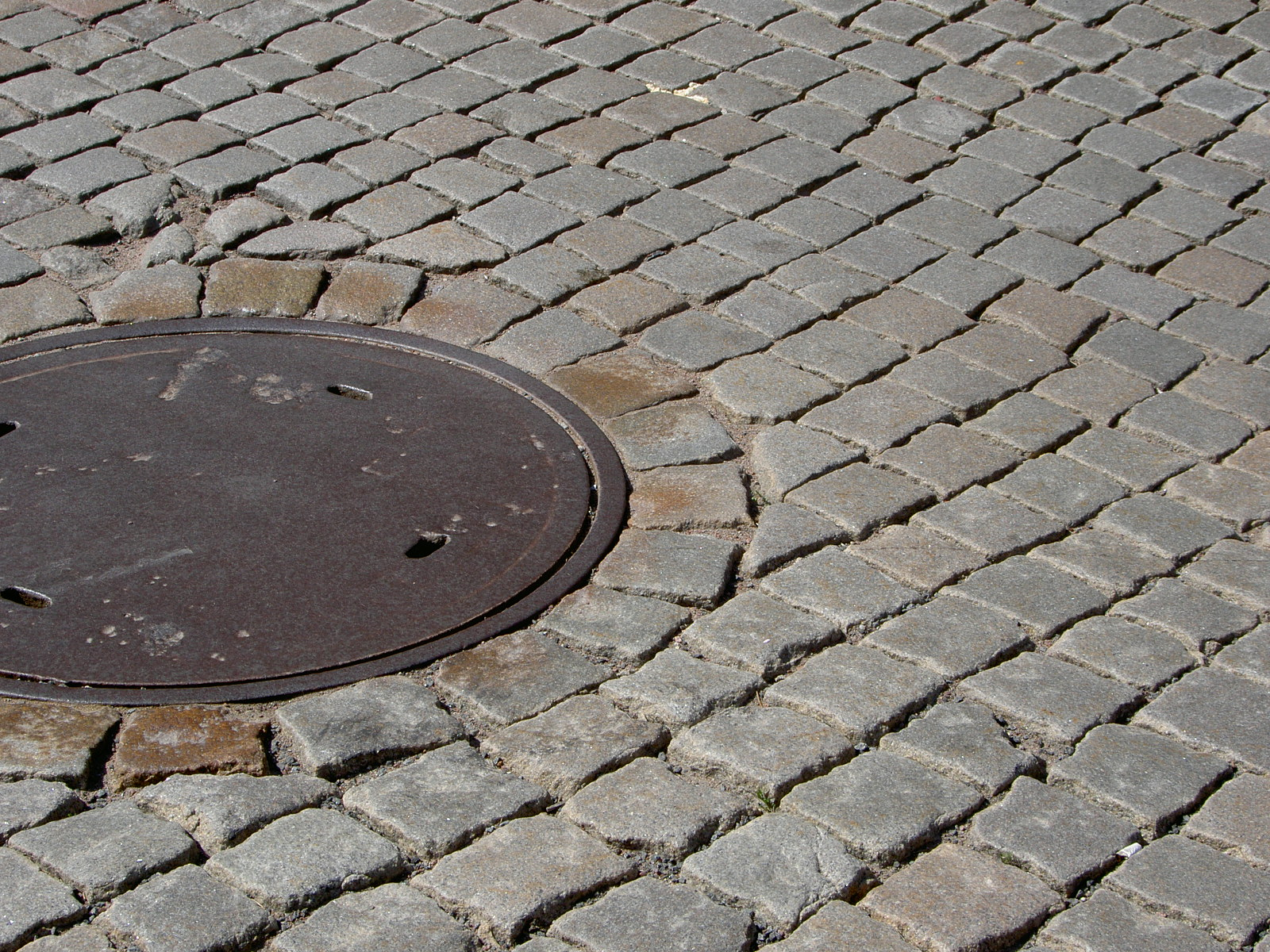
Gatstensbelagd gata ("smågatsten")
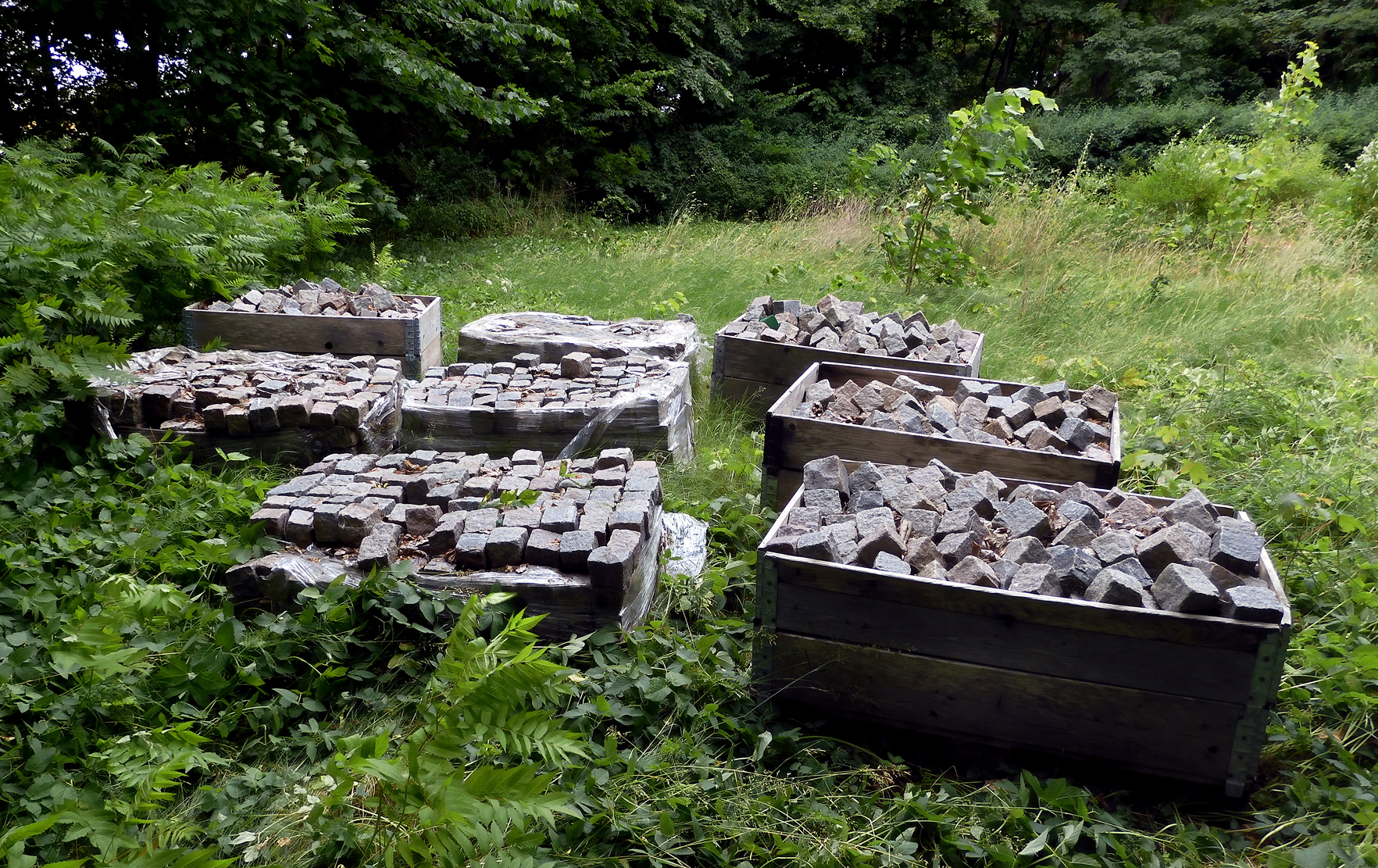
Gatsten i pallkragar.
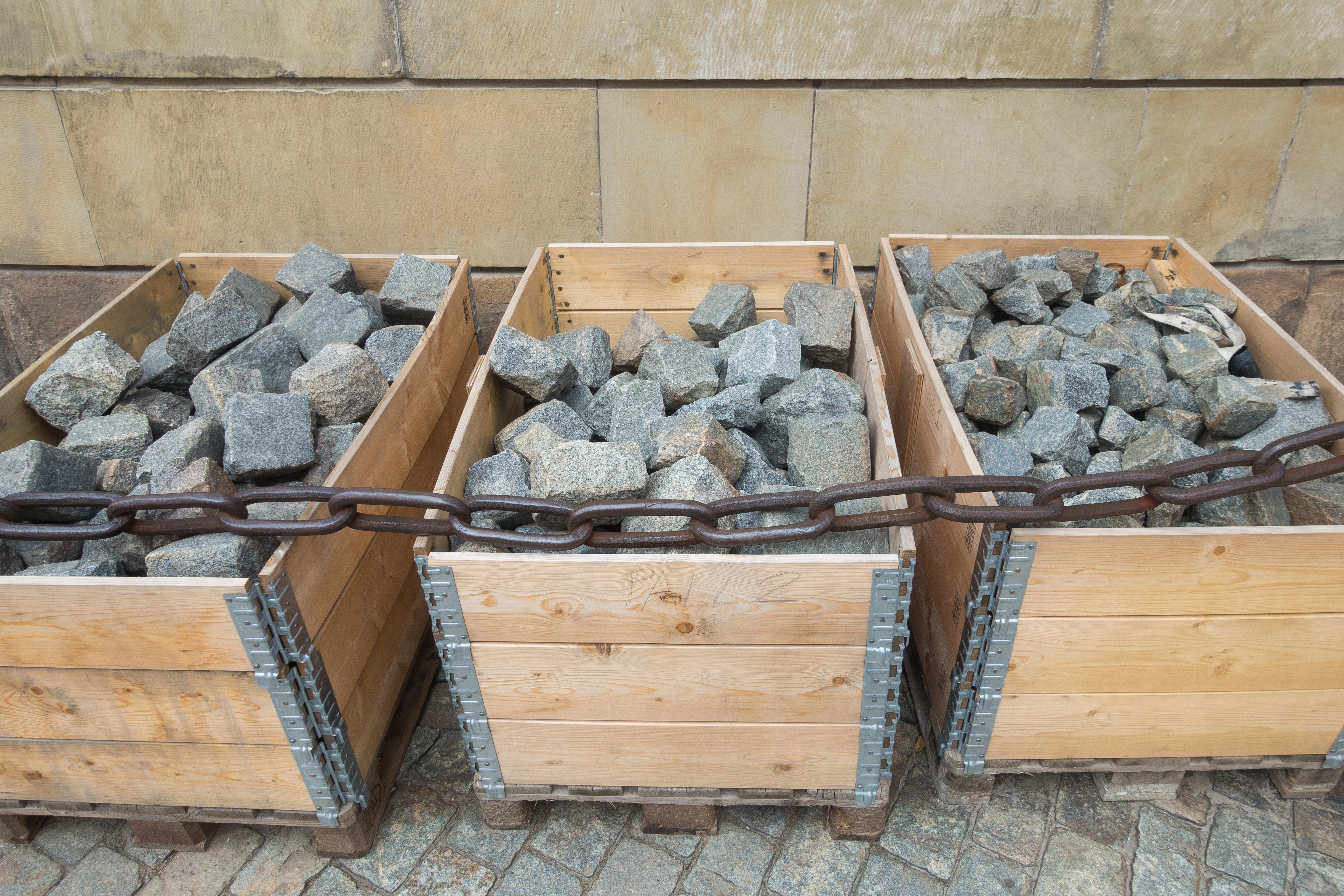
Gatsten i pallkragar utanför Stockholms slott.
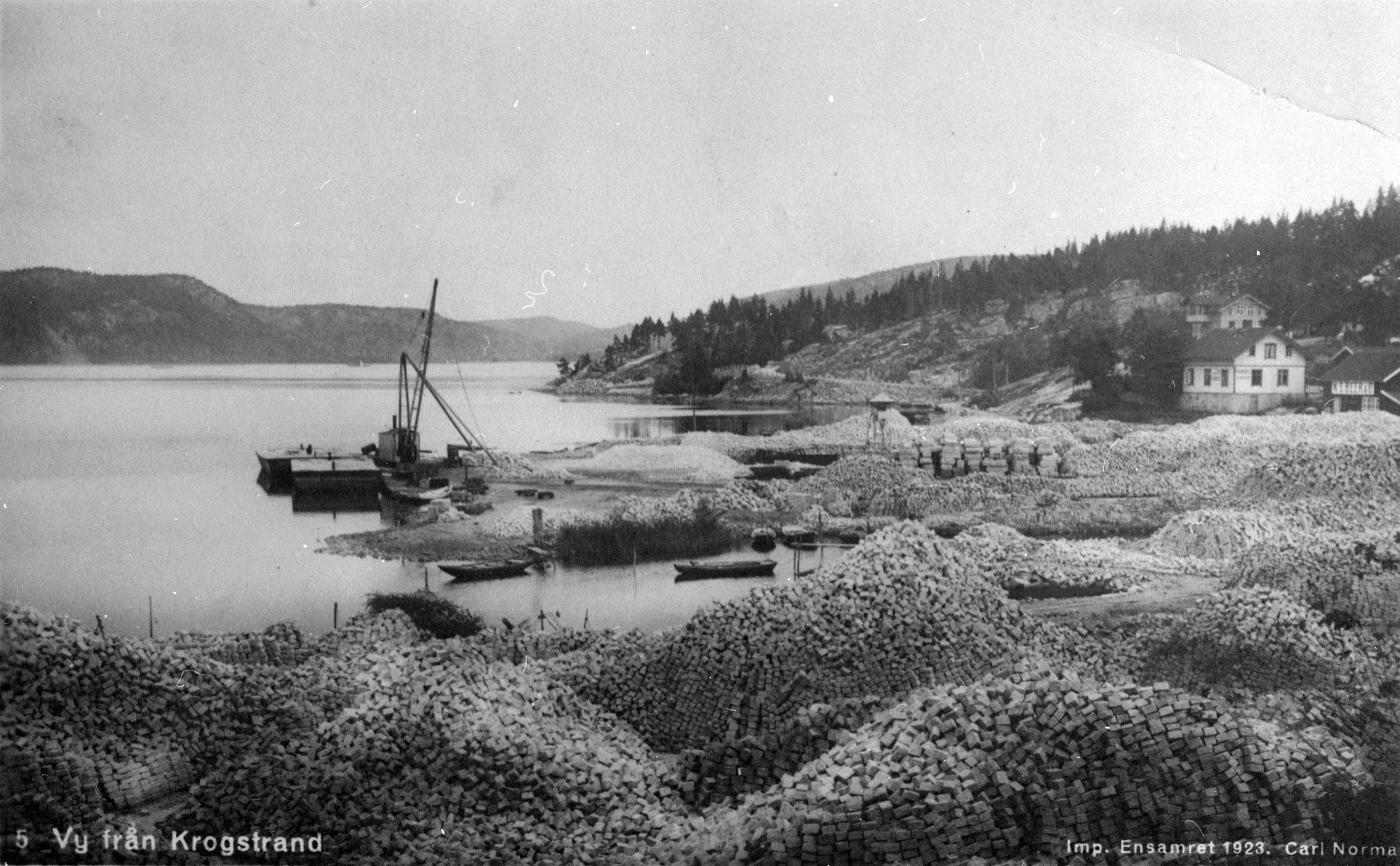
Högar av smågatsten, kallad "knott" eller "lus" av de lokala stenhuggarna, väntar på att lastas på båtar vid Krokstrand, 1923.
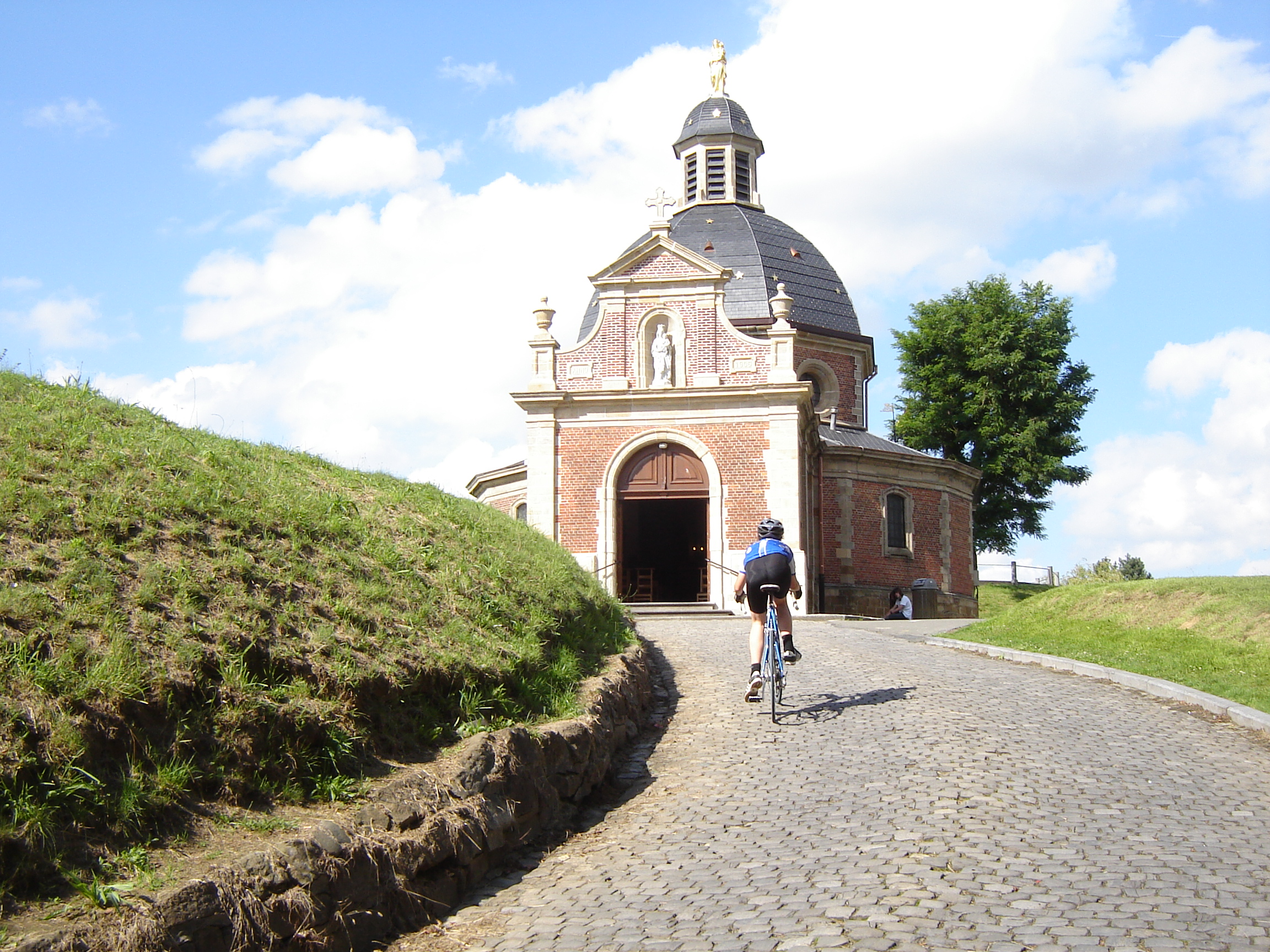
Gatstensavsnitt på stigningen Muur van Geraardsbergen som bland annat ofta används vid cykelloppet Flandern runt.
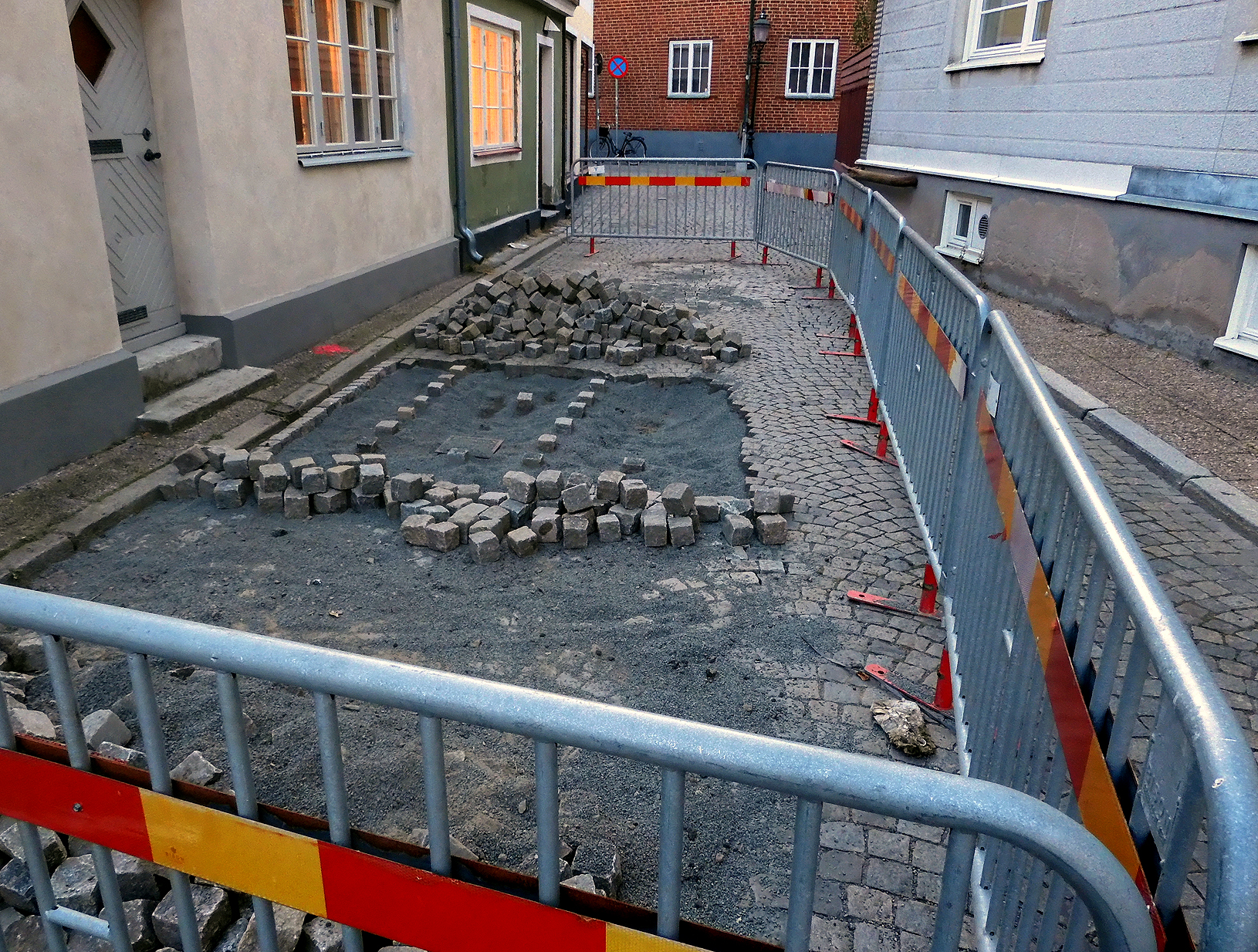
En avspärrning för sättning av gatsten vid Trångsund i centrala Ystad 2024.
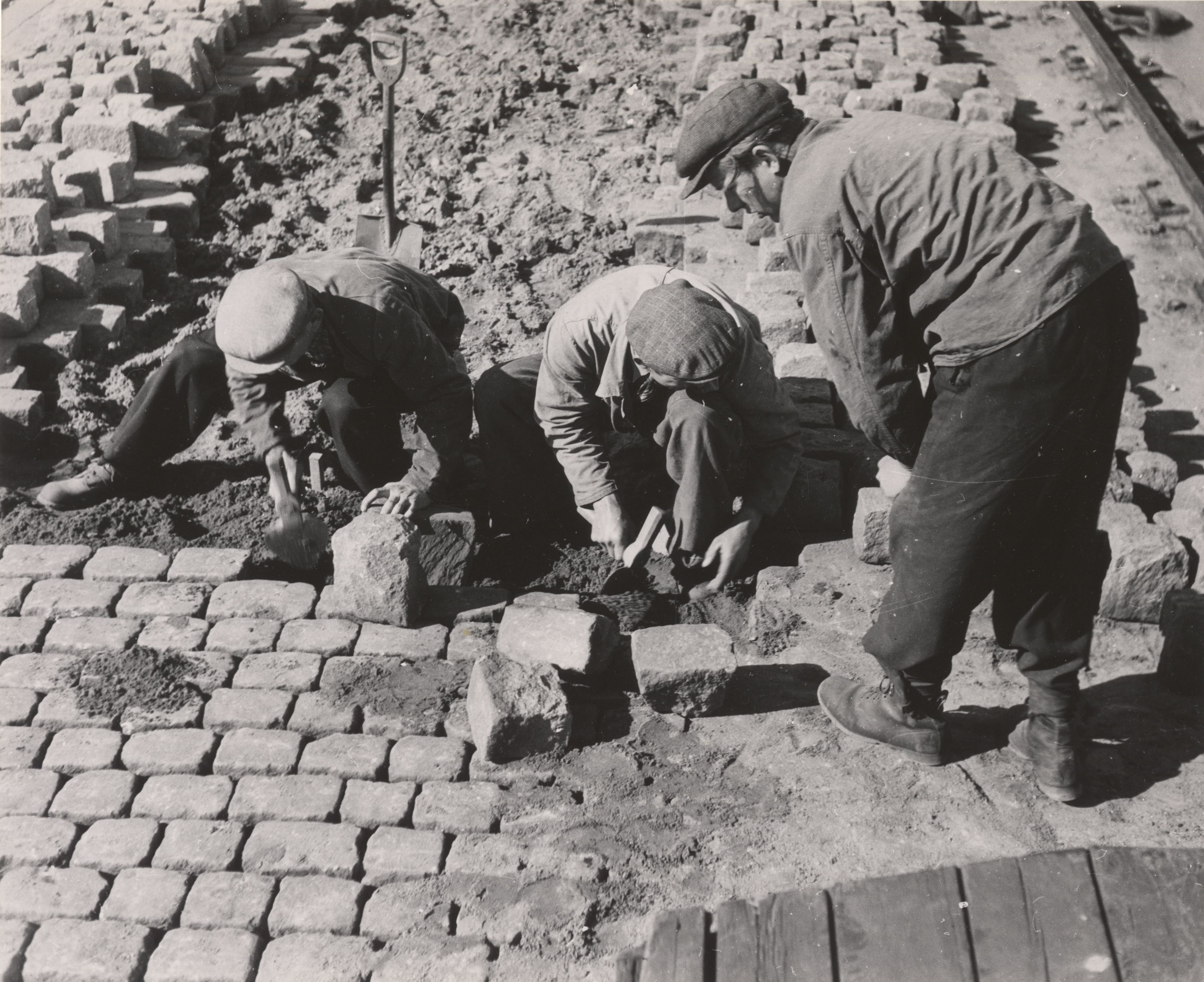
Stensättning i Göteborgs hamn 1940.